# Mancera de Abajo
Mancera de Abajo – miejscowość i gmina w Hiszpanii, w prowincji Salamanka, w Kastylii i León, o powierzchni 23,47 km². W 2011 roku gmina liczyła 241 mieszkańców.